# The Original 7ven
The Original 7ven (precedentemente conosciuto come The Time) è un gruppo musicale statunitense di Funk e Dance pop formato a Minneapolis nel 1981. Sono stretti collaboratori di Prince e, secondo alcuni, gli artisti di maggior successo che hanno lavorato con lui.

## Formazione

### Formazione attuale
- Morris Day – voce solista, cori
- Monte Moir – tastiera, cori
- Jimmy Jam – tastiera, cori
- Terry Lewis – basso, cori
- Jerome Benton – cori, percussioni
- Jellybean Johnson – batteria, chitarra, cori
- Ricky "Freeze" Smith – basso, cori
- Torrell "Tori" Ruffin – chitarra, cori

### Ex componenti
- Jesse Johnson – chitarra, cori
- Mark Cardenas – tastiere, cori
- St. Paul Peterson – tastiere, cori
- Jerry Hubbard – basso, cori
- Stanley "Chance" Howard – cori, tastiere
- Rob 'gi' Grissett Jr - cori, tastiere

## Discografia
La discografia dei The Time\The Original 7ven contiene 5 album in studio e 12 singoli.

### Album in studio
| 1981 | The Time - Pubblicato: 29 luglio 1981 - Etichetta: Warner Bros.                                     | 50 | 7  |
| 1982 | What Time Is It? - Pubblicato: 25 agosto, 1982 - Etichetta: Warner Bros.                            | 26 | 2  |
| 1984 | Ice Cream Castle - Pubblicato: 2 luglio 1984 - Etichetta: Warner Bros.                              | 24 | 3  |
| 1990 | Pandemonium - Pubblicato: 10 luglio 1990 - Etichetta: Paisley Park (con Warner Bros.)               | 18 | 9  |
| 2011 | Condensate (come The Original 7ven) - Pubblicato: 18 ottobre 2011 - Etichetta: Saguaro Road Records | 58 | 10 |

### Singoli
| Anno | Titolo                   | Posizioni in classifica | Posizioni in classifica | Posizioni in classifica | Album            |
| Anno | Titolo                   | US Hot 100              | US R&B                  | US Dance                | Album            |
| ---- | ------------------------ | ----------------------- | ----------------------- | ----------------------- | ---------------- |
| 1981 | "Get It Up"              | -                       | 6                       | 16                      | The Time         |
| 1982 | "Cool"                   | 90                      | 7                       | 16                      | The Time         |
| 1982 | "Girl"                   | –                       | 49                      | –                       | The Time         |
| 1982 | "777-9311"               | 88                      | 2                       | 42                      | What Time Is It? |
| 1982 | "The Walk"               | –                       | 24                      | 42                      | What Time Is It? |
| 1983 | "Gigolos Get Lonely Too" | –                       | 77                      | –                       | What Time Is It? |
| 1984 | "Jungle Love"            | 20                      | 6                       | 9                       | Ice Cream Castle |
| 1984 | "Ice Cream Castles"      | 106                     | 11                      | –                       | Ice Cream Castle |
| 1985 | "The Bird"               | 36                      | 33                      | 6                       | Ice Cream Castle |
| 1990 | "Jerk Out"               | 9                       | 1                       | 6                       | Pandemonium      |
| 1990 | "Chocolate"              | –                       | 44                      | –                       | Pandemonium      |
| 2011 | "#Trendin"               | –                       | 77                      | –                       | Condensate       |